# إيميت تيل

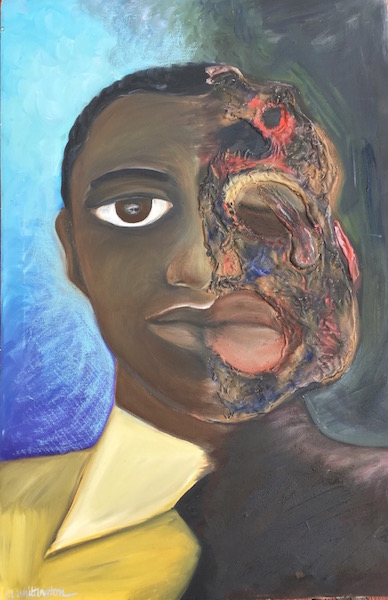

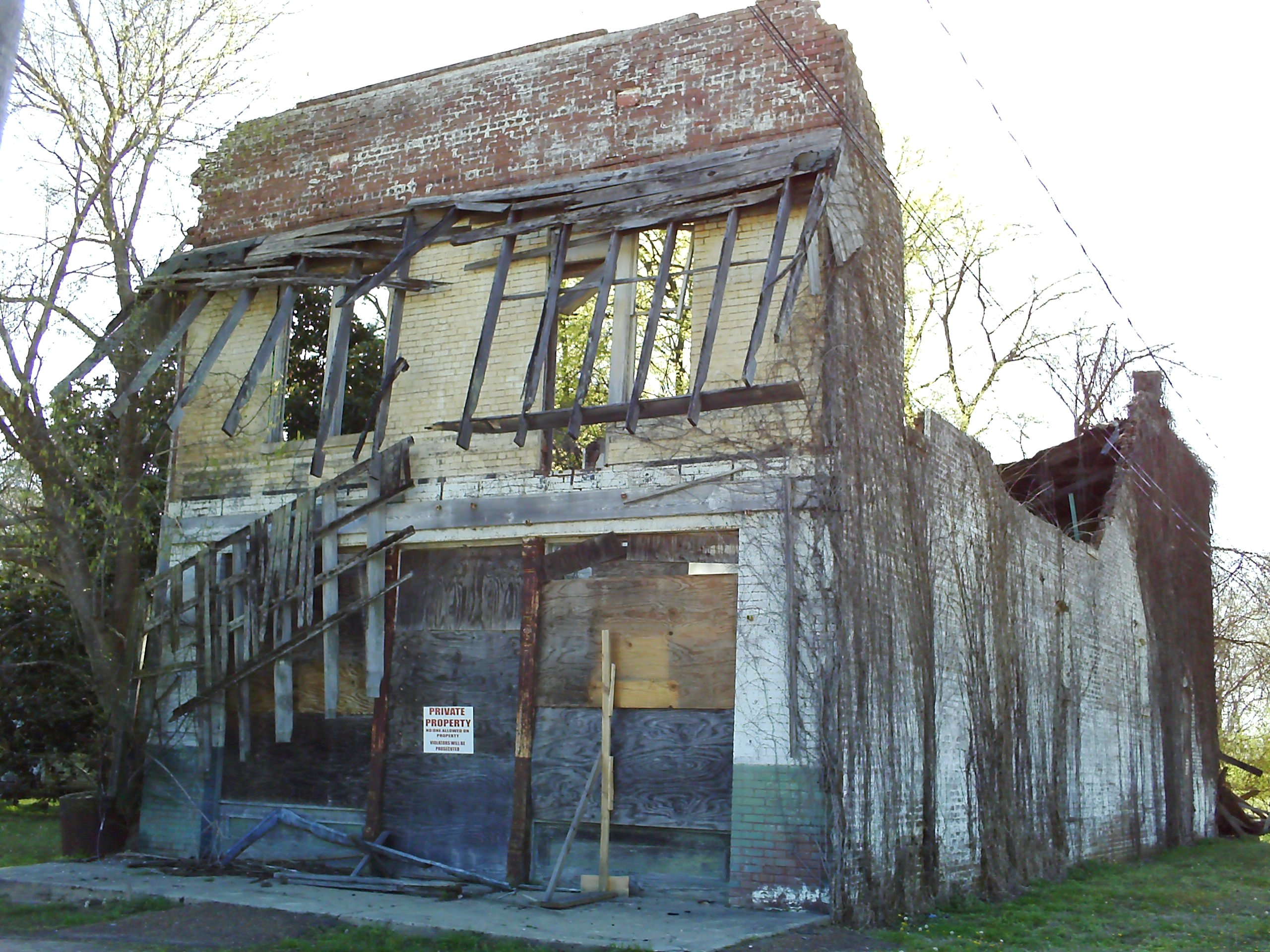
بقايا البقالة في 2009 التي التقى فيها ايميت بالمرأة البيضاء وكانت سبباً في نهايته المؤلمة

ايميت بوب تل (يوليو 1941-أغسطس 1954), صبي أفريقي أميركي اغتيل في ميسيسيبي في سن ال 14 بعد أن مزح مع امرأة بيضاء في أحد المتاجر.
بوب تل ينحدر من شيكاغو، إلينوي. ذهب لزيارة أقاربه في منطقة دلتا الميسيسيبي. تحدث بالصدفة سيدة اسمها براينت كارولين عمرها 21 عاماً، متزوجة من صاحب بقالة صغيرة. وبعد عدة ليال، أخبرت براينت زوجها وأخيه غير الشقيق ميلام عن هذا الأمر، ثم توجهوا إلى بيت عمه حيث كان يبيت معهم ونقلوه إلى إحدى الحظائر، وضربوه واقتلعت إحدى عينيه، قبل إطلاق النار عليه في رأسه وتم التخلص من جثته في نهر تالاهاتشي، وربطه بمروحة آلة القطن التي تزن 32 كيلو غراماً ولف رقبته بالأسلاك الشائكة. تم اكتشاف جثته واستردادها من النهر بعد ثلاثة أيام. وأعيدت إلى شيكاغو، وأصرت والدته على أن تقام مراسم الجنازة مع إبقاء النعش مفتوحاً للعامة لتظهر للعالم مدى وحشية القتل. وحضر عشرات الآلاف جنازته ونشرت صوره المشوهة من جسمه في المجلات والصحف، تعاطف الشعب الأسود والأبيض ووجهوا دعوة لدعم الحقوق المدنية للسود في ميسيسيبي. على الرغم من أن الصحف المحلية في البداية والمسؤولون كانوا ينكرون الواقعة وشجب العنف ضد تيل، فإنها سرعان ما بدأت ما تحول البعض في النهاية إلى دعم للقتلة. استقطبت المحاكمة كما هائلاً من اهتمام الصحافة. وتمت تبرئة براينت وميلام من الاختطاف والقتل، ولكن بعد أشهر، اعترف الجاني بقتله في مقابلة مع مجلة. ويلاحظ أنّ القتل عمل على تحفيز الأمريكيّون الأفارقة لتأسيس حركة الحقوق المدنية.
أعيد فتح القضية رسمياً من قبل وزارة العدل في الولايات المتحدة في عام 2004. كجزء من التحقيق، وتم إخراج الجثة وتشريحها لجلب أدلة أدق. وأعيد دفنه في تابوت جديد. وقد تم التبرع بنعشه الأصلي إلى معهد سميثسونيان. الأحداث المحيطة في حياة إيميت تيل وموته لا تزال تلقى صداً لدى الناس، وتقريبا كل قصة عن ولاية مسيسبي يذكر بها المنطقة التي توفي فيها.

## معرض صور

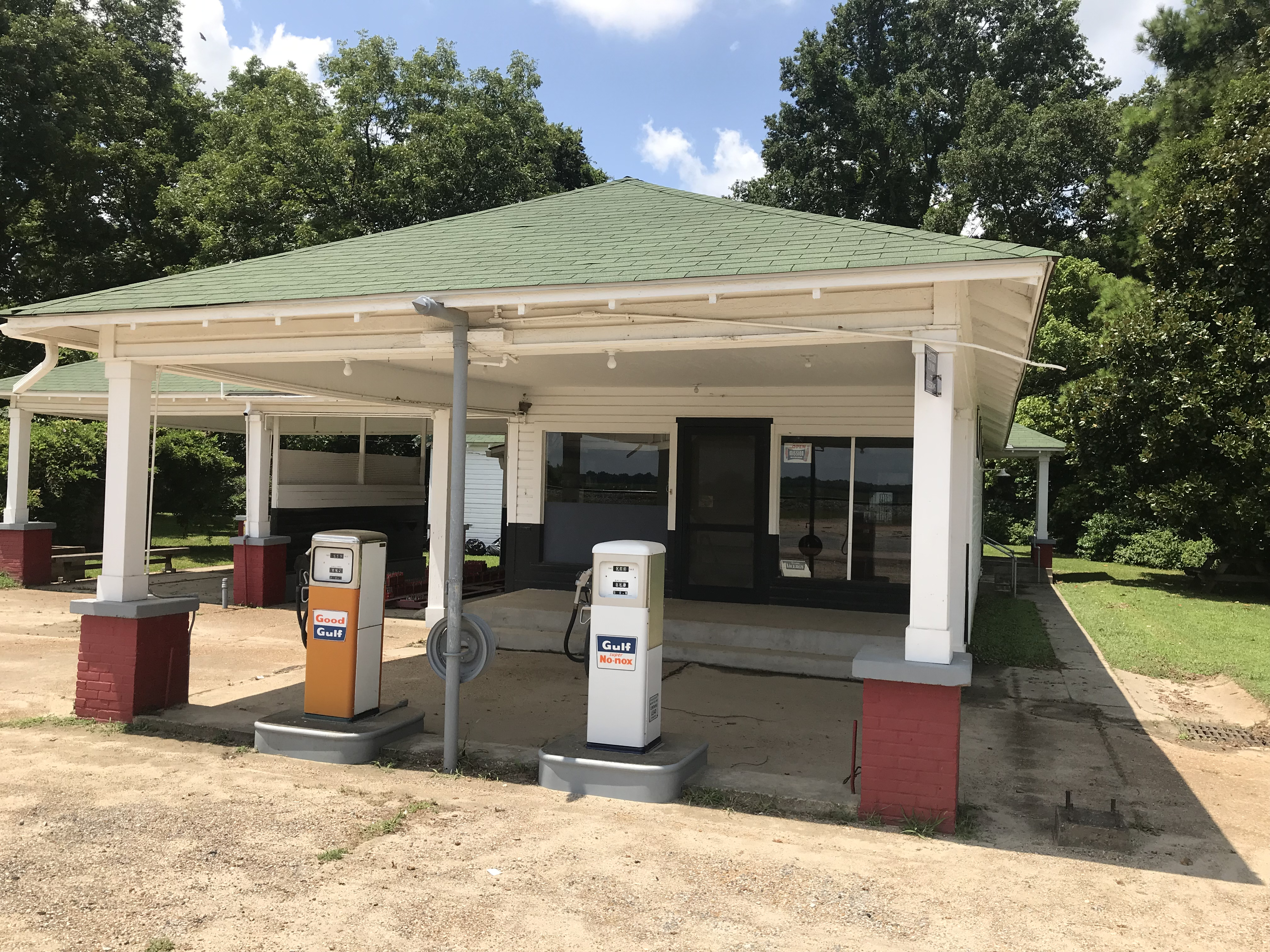
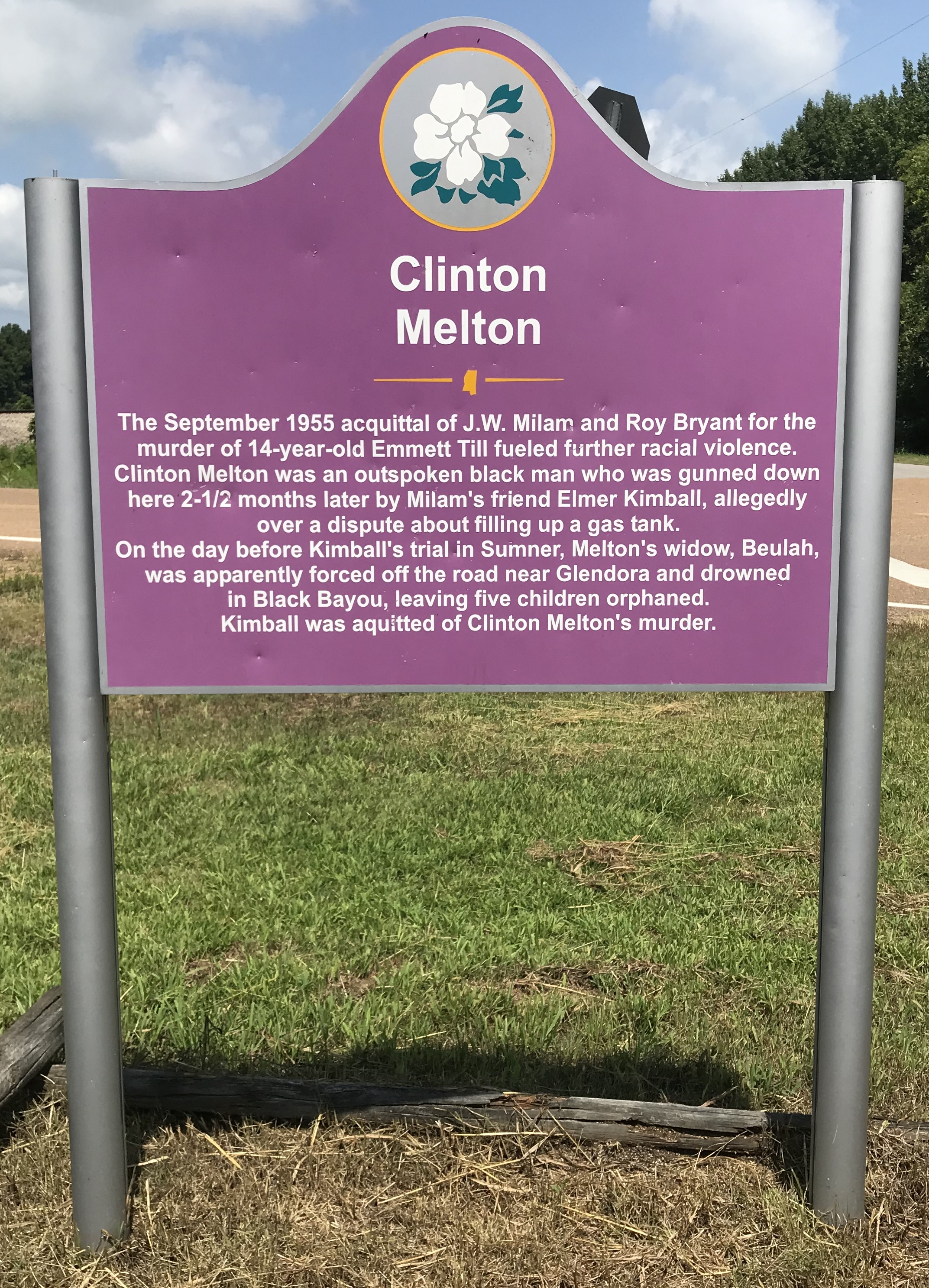
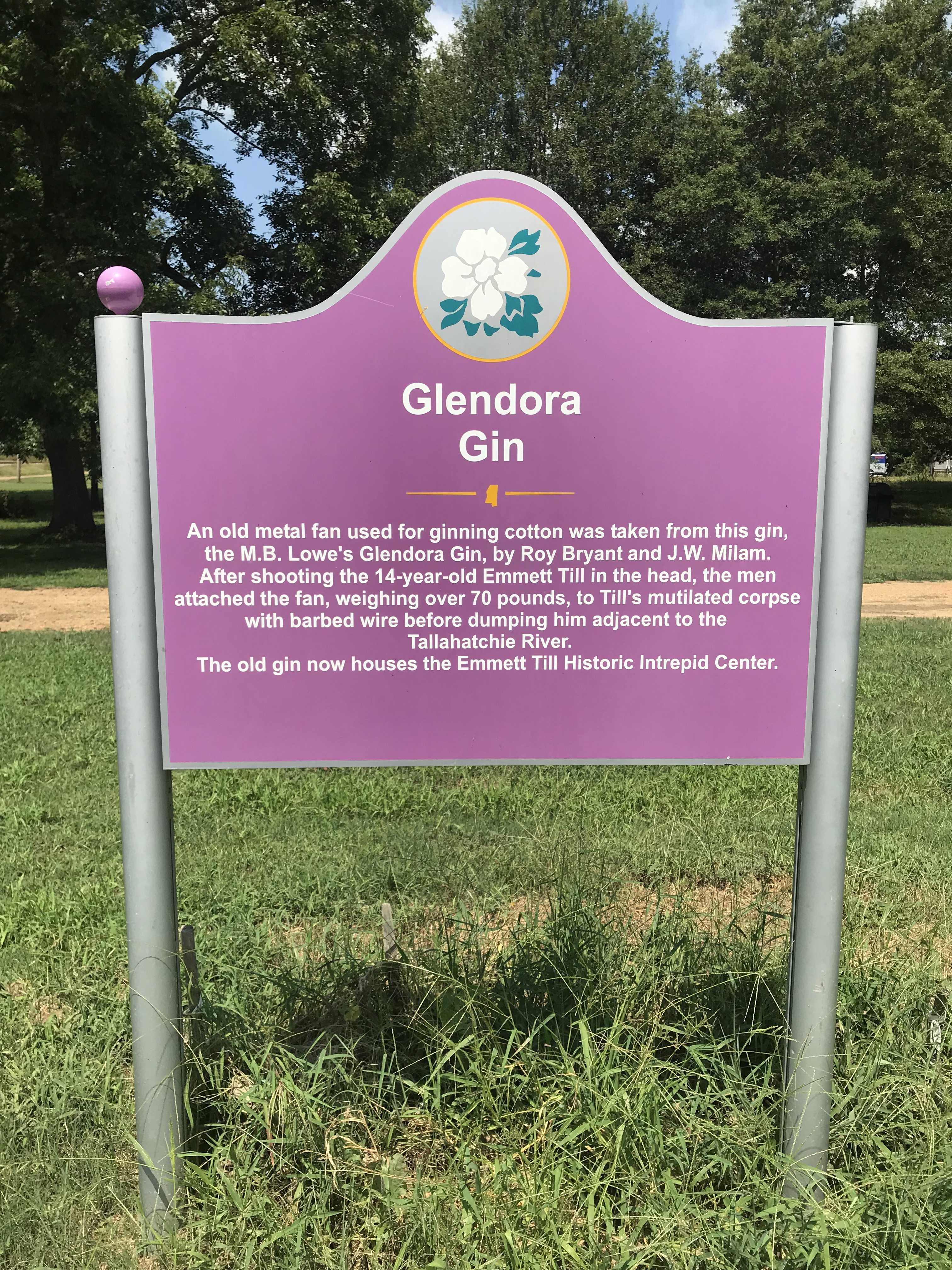
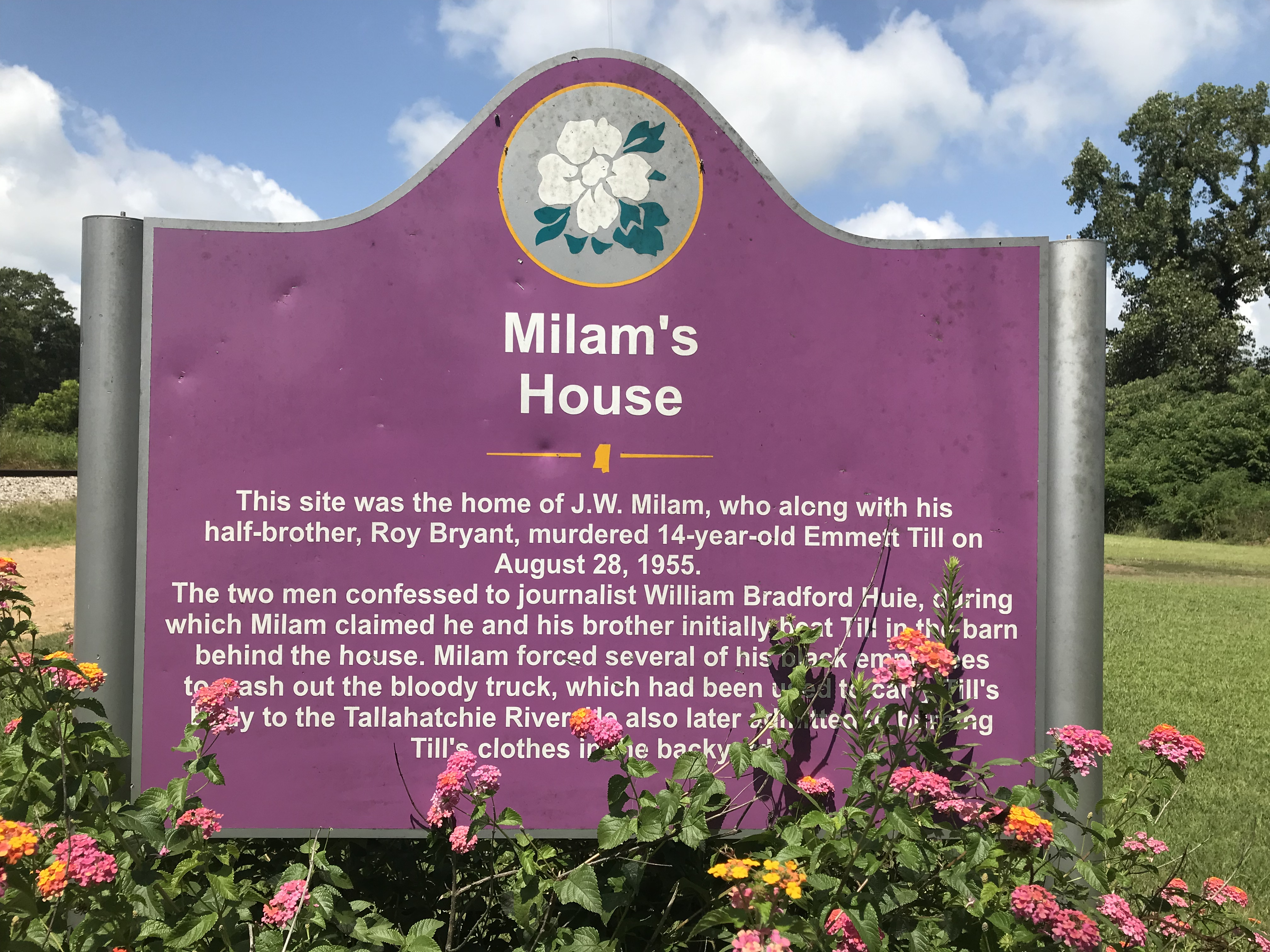
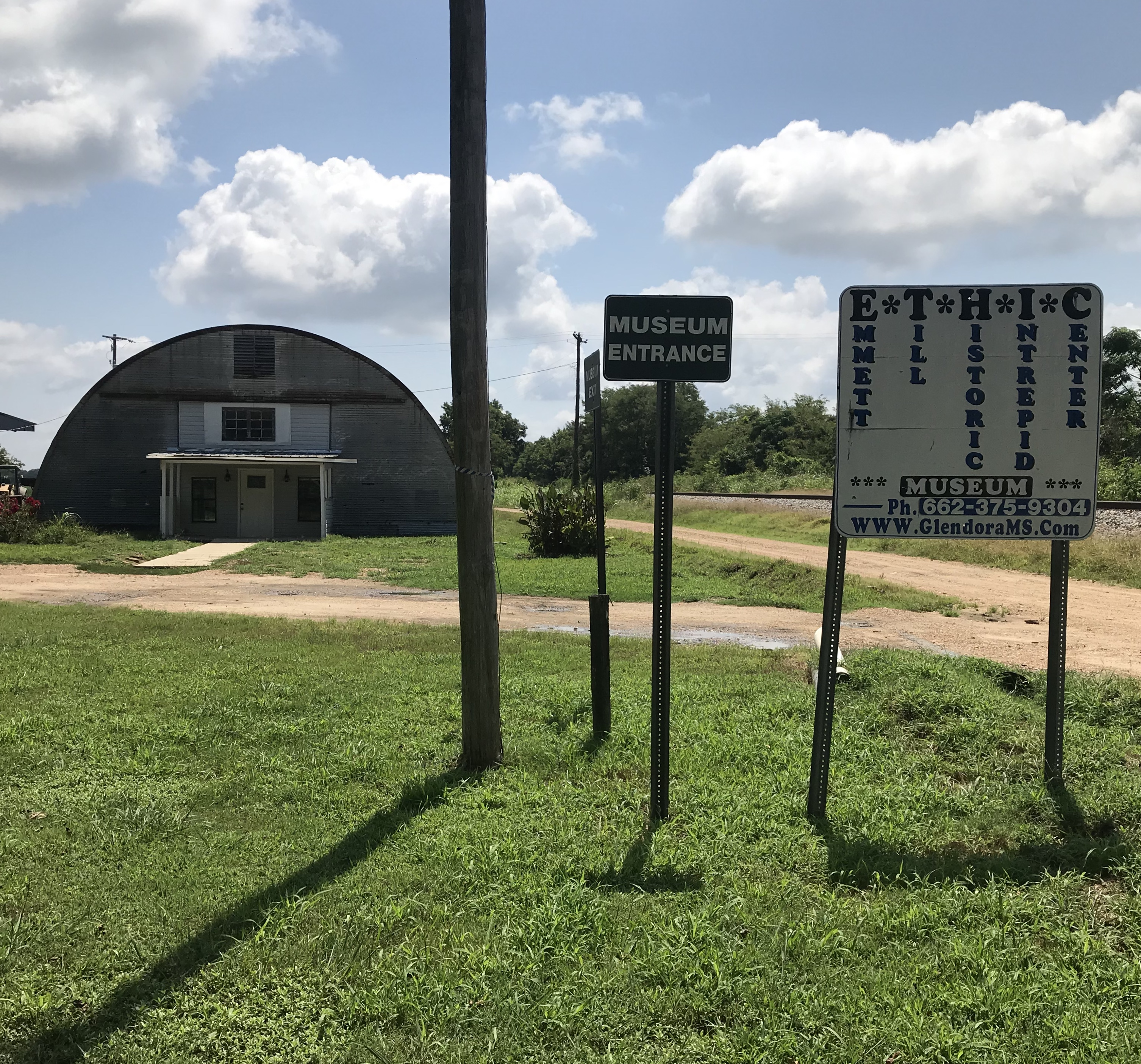

## وصلات خارجية
- تقرير عن حياة تل على يوتيوب